# Tương Liễu
Tương Dao (相繇) còn có tên khác là Tương Liễu (相柳), là hung thần trong truyền thuyết, thần thoại Trung Quốc thời đại Thượng Cổ, là cận thần của Cộng Công, theo như "Sơn Hải Kinh – Hải Ngoại Bắc Kinh" mô tả: "Thân rắn chín đầu, ăn thịt người vô số chất thành ao đầm".

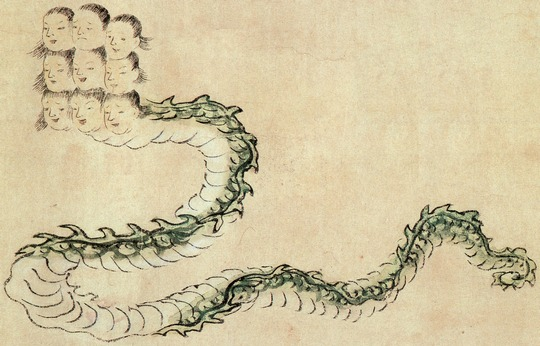
Minh họa Tương Dao từ thời Edo

Truyền thuyết kể rằng nước mà hắn phun ra ngoài còn lợi hại hơn cả trận đại hồng thủy, vừa đắng lại vừa cay, ăn phải sẽ mất mạng. Do đó, những loại đầm nước này các loại cầm thú chim muông cũng không thể sinh sống. Vua Vũ nhà Hạ thấy được Tương Liễu hung hăng ngang ngược như vậy, liền vận thần lực giết chết Tương Liễu, vì dân trừ hại. Máu chảy ra từ trên người Tương Liễu, chảy tới đâu ngũ cốc ở vùng đất nơi đó không thể mọc nổi, khiến cả vùng rộng lớn bị ô nhiễm. Vũ thấy vậy bèn cố gắng cắt đất ngăn chặn, nhưng ba lần chặn cả ba lần đều bị vùi lấp, Vũ không thể làm gì khác là đem mảnh đất này bổ thành ao đầm, các vị thần từ khắp nơi ở bên bờ ao khởi tạo một tòa đài cao, trấn áp yêu ma.

## "Sơn Hải Kinh – Đại Hoang Bắc Kinh" (山海经·大荒北经)
"Sơn Hải Kinh – Đại Hoang Bắc Kinh": "Thần của Cộng Công gọi là Tương Dao, thân rắn, chín đầu, tự sinh ra, ăn chín vùng đất. Kì thực, tất cả nguồn nước không cay thì cũng đắng, bách thú không thể dung thân. Vũ chặn hồng thủy, giết Tương Dao, máu huyết chảy ra tanh hôi, không thể trồng được ngũ cốc. Vùng đất ngập nước, cũng không thể sinh sống. Về phía Vũ, ba phần bùn đất cao 3 nhẫn (đơn vị đo lường ngày xưa, 1 nhẫn bằng 7 thước, 8 thước) tạo thành ao hồ, nhóm Đế sau này cho dựng đài ở phía Bắc Côn Lôn."
Căn cứ "Sơn Hải Kinh – Đại Hoang Bắc Kinh" ghi chép lại, Tương Liễu thân rắn chín đầu, cực kì khổng lồ, có thể ăn đồng thời hết chín ngọn núi, hắn không ngừng nôn ra nọc độc hình thành ao đầm tanh tưởi, nước trong đầm có vị đắng, tản ra mùi hôi thối nồng nặc, thậm chí có thể giết chết được chim bay cá nhảy. Hắn giúp Cộng Công phát hồng thủy làm tổn thương bách tính, giữa đường hắn gặp phải Vũ chuyên trị thủy, Cộng Công vì không thể chiến thắng Vũ nên đành chịu khổ cảnh lưu vong, giam cầm.
Tương Liễu kế thừa di chí của Cộng Công tiếp tục tác quái, Vũ liền giết chết Tương Liễu, thế nhưng máu Tương Liễu tanh hôi, máu chảy đến đâu ngũ cốc không thể phát triển đến đó, nước miếng chảy ra lúc hấp hối tạo thành đầm nọc độc cực đại. Vũ ba lần lấy đất ruộng bồi bờ ao nhưng cả ba lần đều thất bại, không thể làm gì khác hơn là là làm sạch phần nước rộng lớn trong ao đầm. Cũng vì chúng mà thiên đế ở bên cạnh đầm xây dựng đình đài lầu các, gọi là "Chúng Đế Chi Đài".
Tương Dao thân rắn tự sinh, chín cái đầu dài. Hắn thích ăn đất, một lần có thể ăn chín quả núi, hắn phun ra cái gì, cái đấy biến thành đầm nước, mùi của kẻ ác tâm, cay đắng khó ngửi, cho dù là dã thú đều không thể nào lại gần.
Phần đất Hoàng Hà, Trường Giang nơi Tương Dao ăn, khiến nước sông không ngừng tràn ra, ngập ngụa khắp nơi, bao phủ toàn bộ mặt đất, gây ra trận đại hồng thủy.
Nhìn thấy công việc trước đây bị hủy hoại một cách tồi tệ, những nỗ lực trước đây của mình sắp bị sụp đổ, Vũ quyết tâm dùng vũ lực đối phó với Cộng Công và Tương Dao. Dưới sự trợ giúp của Ứng Long và Đàn Long, Vũ khởi động thần uy, đánh bại thủy thần Cộng Công, khiến hắn phải chạy về thiên đình, còn tru sát Tương Dao tội tác khó tha.
Tương Dao sau khi bị giết máu chảy tanh hôi không gì sánh bằng, cũng không thể trồng được bất cứ hoa màu gì ở nơi hắn chết, có nhiều nước ao đầm con người không có cách nào ở lại sinh nhai. Vũ phái người người ba lần đem đất đến bồi nhưng đều bị chìm. Không có cách nào khác, Vũ chỉ đành san ao làm thành đường, sử dụng nước bùn xây dựng mấy tòa đài cao ở bên hồ, làm thành nơi tế tự các vị chư thần.

## Sơn Hải Kinh - Hải Ngoại Bắc Kinh (山海经·海外北经)
Trong Sơn Hải Kinh ghi: "Cộng Công chi thần viết Tương Liễu thị, cửu thủ, dĩ thực vu cửu sơn. Tương Liễu chi sở để, quyết vi trạch khê. Vũ sát Tương Liễu, kỳ huyết tinh, bất khả dĩ thụ ngũ cốc chủng. Vũ quyết chi, tam nhận tam tự, nãi dĩ vi chúng đế chi thai. Tại côn lôn chi bắc, nhu lợi chi đông. Tương Liễu giả, cửu thủ nhân diện, xà thân nhi thanh. Bất cảm bắc xạ, úy Cộng Công chi thai. Thai tại kỳ đông. Thai tứ phương, ngung hữu nhất xà, hổ sắc, thủ trùng nam phương"
Dịch nghĩa: Cộng Công có một vì thần tướng tên là Tương Liễu. Hình dáng Tương Liễu có chín đầu, có thể ăn cùng lúc 9 quả núi. Chỗ Tương Liễu nằm bị ép biến thành ao đầm sông ngòi. Vũ giết chết Tương Liễu nhưng máu Tương Liễu tanh hôi, máu chạm tới đâu nơi đó không thể trồng trọt. Vũ san lấp chỗ đất bị máu Tương Liễu làm ô nhiễm nhưng nhiều lần bồi đắp đều bị sụp đổ, vì vậy mới kiến tạo ở trên đó "Chúng Đế Chi Đài" nằm ở phía Bắc Côn Lôn, phía Đông Nhu Lợi. Tương Liễu người có 9 cái đầu dài và có màu xanh. Hắn không dám phun nước về hướng Hắc, sợ cao đài của Cộng Công. Đài của Cộng Công ở phía đông hắn, thẳng đứng bốn phía. Góc đài có một con rắn, màu hổ phách, đầu quay về hướng Nam.

## Danh xưng thị tộc
Nghĩa gốc Lưu (刘) là chỉ thị tộc phụ trách quản lý việc xác định thời điểm xuân phân. Đồ đằng (vật tổ) họ Lưu do một vị trưởng giả dùng dao trong tay khắc quy luật vận hành của thời tiết vào mùa thu và mùa đông, đơn giản để "lưu"( "留 – lưu giữ).
Lưu (留) do Mão (卯) và Điền (田)cấu tạo thành
"Mão" ("卯") (ngôi thứ 4 trong địa chi) là cổng trời của Mùa xuân, gọi tắt "Xuân Môn"
"Điền" làm chủ biểủ mở đầu cho thiên tượng thiên can, "Mão" kết hợp với "mộc" của Thiên can tạo thành Liễu(柳), cho nên thị tộc này xưng là Tương Liễu (相柳).
"Thu Môn" giờ được gọi là "Dậu"( 酉- Ngôi thứ 10 trong Địa chi), do chủ quản họ "Trịnh" của Chúc Dung thị (祝融氏)nắm giữ. "Đao" (刀) là kí hiệu độ vận hành theo sự di chuyển của mặt trời, cổ đại xưng "Bốc" (卜), "Chiêm"( 占), "Quái" (卦) hoặc "Tắc" (则)

## Truyền thuyết dân gian
Dưới sự chủ trì của Thuấn Đế, mọi người cử hành nghi thức tế tự trang trọng, thượng cáo lên thiên đế, truyền đạt đến quỷ thần, cầu mong bình định hồng thủy thành công.
Lúc tổ chức nghi thức, Vũ dẫn đầu chúng thần và dân chúng chính thức bắt đầu trị thủy. Ông rút ra từ cách trị thủy thất bại của phụ thân, lựa chọn sách lược trị thủy mới: Dựa theo kĩ năng bơi và địa thế, lấy việc khai thông làm việc chính, lấy đất chặn là phụ.
Vì thế Vũ đem toàn bộ công tác trị thủy tiến hành phân công chi tiết: Ông để Ứng Long phụ trách dẫn mạch lũ chính Trường Giang, Hoàng Hà, để Đàn Long phụ trách dẫn mạch phụ, sai Bá Ích (伯益) dùng lửa đốt sông đốt núi xua đi mãnh thú độc xà, cho rùa đen cõng đất theo mình và mọi người lấp phẳng rãnh sâu, gia cố đê đập, bồi cao chỗ ở của người dân.
Bởi vì phân công chính xác, phương pháp thỏa đáng, công tác trị thủy từ lúc bắt đầu đã được tiến hành rất thuận lợi.
Tuy nhiên điều này lại chọc giận thủy thần Cộng Công, bởi vì lũ lụt là mệnh lệnh của thiên đế kêu ông nghiêm phạt loài người. Tuy rằng hôm nay thế nước đã không có cách nào khống chế, nhưng lại khiến cho ông có được uy phong, hưởng hết được sự cung phụng của nhân gian. Vũ tiến hành trị thủy liệu có vượt qua được ông hay không. Thủy thần Cộng Công quyết định đánh giá Vũ một chút.
Vì vậy, Cộng Công vận dụng thần lực, khiến lũ lụt vừa rút bớt lại dâng tràn, ngập đến khoảng trời không ở tận vùng đất rộng lớn ở cực Đông. Vùng Trung Nguyên lại một lần nữa biến thành biển nước. Ông để thuộc hạ của mình là Tương Dao phá hư các công trình trị thủy vừa mới xây xong. Sau đó Tương Liễu bị Đại Vũ giết chết. Máu của hắn trào dâng tới đâu, mùi tanh bốc lên tới đó, không thể nào gieo trồng được ngũ cốc, coi như thống trị vùng đất này. Đại Vũ lấy bùn ao đất thấp khai móc đưa lên xếp thành gò đất cao, gọi là Ngũ Đế Đài.

## Tác phẩm văn học
Tương Liễu là một trong 3 nhân vật nam chính trong tiểu thuyết Trường Tương Tư của tác giả Đồng Hoa. Là cao thủ có linh lực đệ nhất Đại Hoang, chân thân là yêu quái biển, xà yêu 9 đầu, xưng là Cửu Mệnh Tương Liễu, là yêu vương đáy biển. Vì báo ân mà đảm nhiệm làm chiếu tướng của nghĩa quân Thần Nông, được Cộng Công nhận làm nghĩa tử.
Tóc trắng như mây, thường vận bạch y trắng như tuyết, dung nhan tuấn mĩ yêu dị, phong tư lỗi lạc, băng lãnh tàn nhẫn, lạnh lùng vô tình, tuy nhiên ẩn bên trong là sự dịu dàng ấm áp trọng tình trọng nghĩa, vì lời hứa với Phòng Phong Bội (thật) mà đồng ý lời thỉnh cầu của y trước khi chết, giả làm công tử Phòng Phong Bội để trở về phụng dưỡng mẫu thân. Trong thân phận công tử Phòng Phong Bội, Tương Liễu tính tình tản mạn phóng khoáng, ham chơi chốn hồng trần.
Thú cưỡi là đại bàng bạch vũ kim quan tên Mao Cầu
Trong đời sống tình cảm, một lòng chân thành với tình yêu dành cho Tiểu Yêu (Tên khác: Mân Tiểu Lục, Cao Tân Cửu Dao), vì một câu nói ngày đầu gặp gỡ của nàng rằng "Ta chỉ là kẻ bị bỏ rơi, ta không có năng lực tự bảo vệ, không có người bầu bạn, không chốn nương thân."
Hai người gắn kết với nhau bằng "Tình nhân cổ" (Sâu tình nhân), đồng mệnh tương liên, Cổ tình nhân còn có tên là "Đoạn trường cổ", một người chết đi người kia cũng không thể sống, người này thoi thóp chỉ cần người còn lại còn sức sống mãnh liệt thì có thể hồi sinh, cổ một khi đã trồng lên người thì không thể giải, chính vì thế nhiều lần Tương Liễu đã hao tâm tổn sức cứu sống Tiểu Yêu.
Bởi vì biết trước kết cục của bản thân mình sẽ phải chết trên chiến trường nên không dám bày tỏ tình cảm của mình, lặng lẽ sau lưng ủng hộ nàng, thành toàn cho nàng tất cả ước mong, thành toàn cho nàng có người yêu thương, có chốn đi về, dạy nàng bắn cung để nàng có năng lực tự bảo vệ, bốn biển là nhà, không cần phải lo lắng bị người đời truy đuổi hoặc lúc người thân gặp nguy nan không cần dùng chính thân ra để bảo vệ.
"Tiểu Yêu, từ nay về sau, ta không thể ở bên bảo vệ nàng, nàng phải tự chăm sóc mình thật tốt. Có năng lực tự bảo vệ, có người bầu bạn, có chốn nương thân, nguyện nàng một đời vui vẻ vô lo, nguyện nàng trọn kiếp bình an."